# Orluis Aular
Orluis Alberto Aular Sanabria (født 5. november 1996 i Nirgua) er en cykelrytter fra Venezuela, der kører for Fejl i Modul:Cykelhold: Wikidata-entitet ikke angivet..